# Бојовића кућа у Прислоници
Бојовића кућа у Прислоници саграђена је шездесетих година 19. века. Заштићена је као споменик културе од 2001. године.

## Изглед
Кућа породице Бојовић је једна од ретких гостинских кућа у Западној Србији, која је до данас очувана у свом изворном облику. Првенствено је била намењена окупљању и прославама у кругу породице, али је служила и за примање гостију. Тачна година изградње није позната јер породица Бојовић није први власник, па чак је нису ни откупили од првог власника.
Кућа је складних димензија и састоји се од приземног дела и спрата. Приземни део је изграђен од грубо тесаног камена и има функцију подрума. Спрат је грађен бондручним системом са испуном од чатме. Подрум красе лучно засведена врата, а на спрату правоугаона врата са правоугаоним пољима која су дело домаћих мајстора. Целом дужином западне стране фасаде простире се отворени доксат. На доксату се налази ниска ограда изграђена од шашоваца. Ниска ограда заузима простор између декоративно обрађених дирека од дрвета. До отвореног доксата се долази стрмим дрвеним степеништем, а он даље води до улаза у стамбени део. Кров је четвороводни и покривен је ћерамидом.

## Обнова
Конзерваторско-рестаураторски радови обављани су 1979, 1981. и 1982. године. Том приликом су санирани подрум, зидови, кров и извршено је враћање доксата у првобитно стање. Радови су извршени по пројекту архитекте М. Домазет и етнолога Р. Павићевић-Поповић.